# Robert Dessaix
 (juin 2019).
Si vous disposez d'ouvrages ou d'articles de référence ou si vous connaissez des sites web de qualité traitant du thème abordé ici, merci de compléter l'article en donnant les références utiles à sa vérifiabilité et en les liant à la section « Notes et références ».
Pour les articles homonymes, voir Dessaix.
Œuvres principales
- Night Letters : lettres de Venise (Night Letters)

Robert Dessaix, né le 17 février 1944 à Sydney, est un romancier, essayiste, traducteur et journaliste australien.

## Biographie
Il est adopté alors qu'il est encore un jeune enfant. Plus tard, il est inscrit comme élève à la North Sydney Boys High School, puis entre à l’Université nationale australienne. Il étudie également à l’Université d’État de Moscou au début des années 1970, avant d'enseigner le russe à l’Université nationale australienne et à l'Université de Nouvelle-Galles du Sud de 1972 à 1984.
Pendant la même période, il traduit un certain nombre de livres du russe vers l’anglais, en collaboration avec Michael Ulman, notamment The Sheepskin Coat et An Absolutely Happy Village de Boris Vakhtine (ru).
De 1985 à 1995, il est le présentateur de Books and Writing, l'émission littéraire de la télévision australienne du réseau ABC.
Son premier livre est un récit autobiographique, Une mère et sa honte (A Mother's Disgrace), publié en 1994 par HarperCollins. Les manuscrits de l'ouvrage sont déposés à la bibliothèque Mitchell de la State Library de New South Wales. Écrit à l’origine en français, le texte raconte le parcours de l’auteur vers une sexualité alternative après douze ans de mariage et sa rencontre avec Yvonne, sa mère biologique. Le récit est adapté au théâtre en 1999 par Ross Wilson.
La première œuvre de fiction de Robert Dessaix, le roman épistolaire Night Letters : Lettres de Venise (Night Letters), est publié en 1996. Il est traduit en français, en allemand, en italien, en hollandais, en finnois, en polonais et en portugais. Son second roman, Corfou (Corfou) paraît en 2001.
L’œuvre la plus ambitieuse de Dessaix, publiée en 2004 et intitulée L'Amour de toute une vie (Twilight of Love : Travels with Turgenev) qui peut être considéré comme un essai, échappe en fait à toute classification par genres, et mêle le récit de voyage à une biographie de Tourgueniev. Il s’inspire notamment de la thèse de doctorat de l'auteur, qui porte sur Tourgueniev, et des travaux d'Alain de Botton sur le voyage, l’art et la philosophie.

## Œuvres

### Romans
- Night Letters: A Journey Through Switzerland and Italy Edited and Annotated by Igor Miazmov (1996) Publié en français sous le titre Night Letters : lettres de Venise, traduit par Ninette Boothroyd, Trouville-sur-Mer, Éditions Le Reflet, 2000  (ISBN 2-912162-10-6) ; réédition, Paris, LGF, coll. « Le Livre de poche » no 15248, 2002  (ISBN 2-253-15248-X)
- Corfu (2001) Publié en français sous le titre Corfou, traduit par Ninette Boothroyd, Trouville-sur-Mer, Éditions Le Reflet, 2002  (ISBN 2-912162-16-5) ; réédition, Paris, LGF, coll. « Le Livre de poche » no 30065, 2004  (ISBN 2-253-07270-2)

### Récits autobiographiques
- A Mother's Disgrace (1994) Publié en français sous le titre Une mère et sa honte, traduit par Ninette Boothroyd, Trouville-sur-Mer, Éditions Le Reflet, 1999  (ISBN 2-912162-09-2) ; réédition, Paris, LGF, coll. « Le Livre de poche » no 14957, 2000  (ISBN 2-253-14957-8)
- Arabesques : A Tale of Double Lives (2008) Publié en français sous le titre Arabesques, traduit par Nicolas Bay, Paris, Mercure de France, coll. « Bibliothèque étrangère », 2009  (ISBN 978-2-7152-2871-9)

### Essais
- Turgenev : the quest for faith (1980)
- And So Forth (1998)
- Speaking Their Minds: Intellectuals and the Public Culture in Australia (1998)
- Twilight of Love: Travels with Turgenev (2004) Publié en français sous le titre L'Amour de toute une vie, traduit par Marie-Pierre Bay, Paris, Mercure de France, coll. « Bibliothèque étrangère », 2005  (ISBN 2-7152-2544-X)
- On Humbug: Little Books on Big Themes (2009)
- As I Was Saying: a Collection of Musings (2012)
- What Days Are For (2014)

### Recueil de divers textes
- Secrets (1997), en collaboration avec Drusilla Modjeska (en) et Amanda Lohrey (en)